# SV 1930 Hockenheim
Die Schachvereinigung 1930 Hockenheim e. V. ist ein Schachverein aus der nordbadischen Stadt Hockenheim.

## Geschichte des Vereins
Die Gründung erfolgte im Jahre 1929, die Namensgebung am 25. September 1930 als Auslagerung aus dem Hockenheimer Sportverein. Vereinsturniere mit Stadtmeisterschaften fanden ab 1933 statt. In den 1930er Jahren wurden Städtekämpfe zwischen Hockenheim und Schwetzingen ausgetragen. Ein Höhepunkt der 1930er Jahre war eine Simultanveranstaltung mit Efim Bogoljubow. Zwischen 1940 und 1945 fand kriegsbedingt kein Spielbetrieb statt. Die 1950er bis 1970er Jahre sahen Mannschaftskämpfe auf Verbandsebene und Neugründungen von Teilen des Vereins mit Wiedervereinigungen. 1980 gab es eine Simultanveranstaltung mit dem damaligen Vizeweltmeister Viktor Kortschnoi, 1990 mit András Adorján. Im April 1994 richtete der SV Hockenheim den 67. Badischen Schachkongreß aus. Seit einer Simultanveranstaltung 1994 ist der frühere Schachweltmeister Anatoli Karpow Mitglied des Vereins. Das erste internationale Turnier fand ebenfalls 1994 beim SV Hockenheim mit einem Turnier im Schnellschach statt. Das Turnier gewann Viktor Gavrikov vor Aleksander Wojtkiewicz und Igor Glek. Bester Deutscher war Rustem Dautov. 1996 wurden die Internationalen Deutschen Schachmeisterschaften vom Verein mit Austragungsort Racket-Center in Nußloch ausgerichtet. Sieger war Rustem Dautov. In den Jahren 2000, 2003 und 2010 fanden beim SV Hockenheim die Deutschen Meisterschaften im Schnellschach statt, 2000 der Damen und Herren, 2003 und 2010 der Herren. Die Deutsche Amateurmeisterschaft (Ramada Cup) wurde zum 75. Jubiläum des Vereins im Jahr 2005 beim SV Hockenheim ausgetragen. In den Jahren 2009 und 2010 wurde der Verein badischer Pokalmannschaftsmeister.
Zur Saison 2010/11 trat Hockenheim zum ersten Mal in seiner Vereinsgeschichte in der 2. Bundesliga Süd an, von der folgenden Saison 2011/12 an spielte Hockenheim in der Bundesliga. 2014, 2015 und 2018 wurde Hockenheim Dritter, 2017 und 2019 sogar Vizemeister. Zum Ende der Saison 2019/21, in der Hockenheim wiederum den 3. Platz erreichte, erklärte der Verein seinen Rückzug aus der Bundesliga.

## Bekannte Spieler
Aktuelle bekannte Spieler des Vereins sortiert nach Elo-Zahl (Stand: Februar 2016):
- GM Anatoli Karpow (2626)
- GM Jewgeni Jurjewitsch Tomaschewski (2728)
- GM Alexander Moiseenko (2726)
- GM Ivan Šarić (2654)
- GM Csaba Balogh (2654)
- GM Rainer Buhmann (2633)
- GM Jewhen Miroschnytschenko (2628)
- GM Tamás Bánusz (2616)
- GM David Baramidze (2615)
- GM Luka Lenič (2611)
- GM Wagner Dennis (2585)
- GM Brunello Sabino (2568)
- GM Arik Braun (2567)
- GM Zoltán Ribli (2554)
- GM Wassili Papin (2552)
- IM Elisabeth Pähtz (2482)
- IM Dennis Wagner (2456)
- IM Oleg Boguslawski (2445)
- IM Alexander Gasthofer (2441)
- IM Martin Neubauer (2440)
- IM Hannes Rau (2438)
- IM Michail Nekrasow (2394)